# Строцци, Филиппо (младший)
Филиппо Строцци Младший (итал. Filippo Strozzi; 1489—1538) — флорентийский кондотьер и банкир, член рода Строцци — прославленного семейства итальянского Ренессанса.

## Биография
Родился во Флоренции и был крещен под именем Джамбаттиста, однако спустя два года, после смерти отца Филиппо Строцци Старшего, мать изменила его имя на «Филиппо».
Его карьера началась со службы в качестве папского казначея в Ферраре (1513), комиссара в Пистойе (1515) и вскоре он стал видной фигурой в политике и экономике Флоренции. Заключил союз с изгнанным семейством Медичи через брак с Клариче Медичи в 1508 году, что примирило Строцци и Медичи. После возвращения рода к власти в городе в 1512 году получил видные политические и дипломатические назначения. Обладал отличным коммерческим чутьем и значительно приумножил состояние семьи.
Однако, после того как его заменили Леопольдо и Алессандро Медичи, он вместе со своим сыном Пьеро обратился в противника династии. Его сын, являвшийся потомком Лоренцо Великолепного по женской линии, начал заговаривать о своем праве на власть над городом, считая, что она больше, чем у незаконнорождённого мулата Алессандро Медичи. Напряжение достигло такой стадии, что Филиппо с сыном предпочли добровольное изгнание и отправились в Рим, успев, впрочем в 1534 году закончить знаменитое Палаццо Строцци, начатое Филиппом Старшим.
В римском доме Филиппо и его жены воспитывались Екатерина Медичи (будущая французская королева) и Лоренцино Медичи, будущий убийца герцога Алессандро Медичи, совершивший его, возможно, под влиянием Филиппо. Это произошло в 1537 году, тогда же Строцци собрал армию, включавшую других флорентийских изгнанников, и вышел в поход на Флоренцию из Франции. Войско сначала было остановлено при Сестрино армией, спешно набранной Козимо I Медичи, недавно ставшим новым герцогом. Решающее сражение произошло 1 августа 1537 года при Монтемурло. Армия герцога, с поддержкой испанцев, одержала победу. Филиппо взяли в плен, а его сыновья бежали в Венецию, а потом во Францию.
Детали его кончины неясны: он умер в крепости святого Иоанна Крестителя во Флоренции — самоубийство или убийство по приказу Козимо.